# آخرین عاشقانه
«آخرین عاشقانه» یا «عاشقانهٔ واپسین» (انگلیسی: The Last Romantic) یک تله‌فیلم مستند به کارگردانی برادران مِی‌زلز است که در سال ۱۹۸۵ منتشر شد. این فیلم دربارهٔ زندگی هنری و حرفه‌ای نوازندهٔ برجستهٔ پیانو ولادیمیر هوروویتس است که در ضمن، بخش‌هایی از زندگی خصوصی وی را نیز در بر می‌گیرد.

## دربارهٔ فیلم
«آخرین عاشقانه» فیلمی است مستند، که در منزل شخصیِ ولادیمیر هوروویتس واقع در محلهٔ آپر ایست ساید نیویورک ساخته شده‌است. فیلم علاوه بر واکاوی عقاید و تفکرات ولادیمیر هوروویتس دربارهٔ موسیقی کلاسیک، برخی از رپرتوارهای مورد علاقه او را نیز با اجرای خودش، به تصویر می‌کشد.
در طول تصویربرداری، ولادیمیر هوروویتس به کرات شوخی و مزه‌پرانی می‌کند و دربارهٔ آهنگسازان مورد علاقه‌اش سخن می‌گوید: از دوستش سرگئی راخمانینف تا فردریک شوپن و نیز آهنگساز معاصر الکساندر اسکریابین. در این فیلم «واندا»، همسر ولادیمیر هوروویتس (که در ضمن دخترِ آرتورو توسکانینی نیز هست) حضور دارد و گاه در گفتگوها شرکت می‌کند و ضمنِ نشان دادنِ آلبوم خانوادگی، به بیان خاطراتی از گذشته‌شان می‌پردازد.

## قطعات نواخته شده
1. پرلود کورال ب.و.فآو ۶۵۹: «اکنون پیش آی، ای منجیِ ما از کفر و بت‌پرستی» (یوهان سباستیان باخ؛ تنظیم توسط فروچیو بوزونی)
2. سونات پیانو شماره ۱۰ در «دو ماژور» کِی ۳۳۰ (ولفگانگ آمادئوس موتسارت)
3. بداهه‌نوازی در «لا بمل ماژور» دی ۸۹۹ شماره ۴ (فرانتس شوبرت)
4. مازورکا شماره ۱۳ در «لا مینور»، اپوس ۱۷، شماره ۴ (فردریک شوپن)
5. اسکرتسو شماره ۱ در «بی مینور» اپوس ۲۰ (فردریک شوپن)
6. کانسولیشن، اس ۱۷۲، شماره ۳ در «ر بمل ماژور» (فرانتس لیست)
7. پرلود اپوس ۳۲ شماره ۱۲ در «سل دی‌یز مینور» (سرگئی راخمانینف)
8. نوولت در «فا ماژور» اپوس ۲۱ شماره ۱ (روبرت شومان)
9. اتود، اپوس ۲ شماره ۱ در «دو دی‌یز» (الکساندر اسکریابین)
10. پولونز شماره ۶ در «لا بمل ماژور» اپوس ۵۳ اِروئیک (فردریک شوپن)

## قطعات حذف شده
در سال ۲۰۰۳ میلادی، سه اجرای دیگر که از فیلم اصلی حذف شده بود، در قالب یک دی‌وی‌دی تحت عنوان «هوروویتس، اجرای زنده و تدوین‌نشده» منتشر شد. این سه قطعه عبارتند از:
1. اتود در «سل بمل ماژور» اپوس ۱۰ شماره ۵ (فردریک شوپن)
2. اتود در «فا ماژور» اپوس ۷۲ شماره ۶ (موریتس موشکوفسکی)
3. «در کنار یک چشمه» (فرانتس لیست)